# Nemotelus fuegensis
Nemotelus fuegensis är en tvåvingeart som beskrevs av James 1974. Nemotelus fuegensis ingår i släktet Nemotelus och familjen vapenflugor. Inga underarter finns listade i Catalogue of Life.